# Sloanea curatellifolia
Sloanea curatellifolia là một loài thực vật có hoa trong họ Côm. Loài này được Griseb. miêu tả khoa học đầu tiên năm 1860.